# Nick Johnston
Nick Johnston es un guitarrista y compositor solista de rock de origen canadiense. Sus álbumes incluyen el trabajo de artistas notables como Paul Gilbert, Marco Minnemann, Guthrie Govan, y Bryan Beller. Johnston ha citado influencias musicales como Stevie Ray Vaughan, Joe Satriani, Eddie Van Halen, Yngwie Malmsteen, y Jeff Beck.

## Discografía
Álbumes
- Public Display of Infection (2011)
- In a Locked Room on the Moon (2013)
- Atomic Mind (2014)
- Remarkably Human (2016)
- Wide Eyes in the Dark (2019)
- Young Language  (2021)
- Child of Bliss (2024)

Singles
- Silver Tongued Devil (featuring Guthrie Govan) (2014)
- Gemini (2019)
- A Cure Promised (2019)
- Young Language  (2021)
- Silver Moon Rising  (2021)
- Child of Bliss  (2024)
- Moonflower  (2024)